# KFC Avenir Lembeek
Maillots
Dernière mise à jour : 7 août 2018.
Le Koninklijke Football Club Avenir Lembeek est un club de football belge basé dans la ville de Lembeek. Le club, porteur du matricule 142, a disputé 8 saisons dans les séries nationales belges, dont 4 au troisième niveau. Il évolue en troisième provinciale lors de la saison 2017-2018.

## Histoire
Le club est fondé en 1921 et s'affilie à l'Union Belge avec l'appellation FC Avenir Lembecq. En décembre 1926, il reçoit le matricule 142. Le club débute dans les séries provinciales du Brabant, où il évolue jusqu'en 1959. Cette année-là, le club, ayant flamandisé son nom en Football Club Avenir Lembeek au début des années 1950, rejoint pour la première fois la Promotion, quatrième niveau national du football belge. S'il parvient à terminer en milieu de classement lors de sa première saison, le club ne peut éviter la descente et le retour en provinciales lors de la suivante.
Lembeek doit attendre près de trente ans avant de rejouer à nouveau en nationales. Renforcé en 1989 par l'ancien attaquant d'Anderlecht Ronny van Poucke, le club décroche le titre provincial et remonte en Promotion en 1990. Dès sa première saison, le club remporte sa série, et monte pour la première fois en Division 3 en 1991. Le club parvient à se tenir à l'écart de la zone de relégation pendant trois saisons, mais en 1994-1995, il termine quatorzième et doit disputer des barrages pour son maintien. Après une victoire face au White Star Lauwe, le club est battu aux penalties par Eupen. Cette défaite est synonyme de relégation pour le club, après quatre saisons disputées en troisième division.
Un an après avoir chuté en Promotion, le club subit une seconde relégation consécutive, et retourne vers les séries provinciales. Trois ans plus tard, le club est relégué en deuxième provinciale, et chute même jusqu'en troisième provinciale en 2002. Il remonte en deuxième quelques saisons plus tard, où il évolue toujours en 2013-2014.
Après la scission des compétitions de l'ancienne Province de Brabant selon l'aile linguistique d'appartenance, l'Avenir Lembeek conserve toujours le mot français « Avenir » dans sa dénomination bien qu'ayant logiquement opté pour l'aile néerlandophone. En 2020-2021, le cercle jour en P1 du Brabant flamand.

## Anciens joueurs célèbres
- Michel De Groote, quatre fois international belge, ancien joueur d'Anderlecht et de La Gantoise, termine sa carrière par une saison à l'Avenir Lembeek (1992-1993)
- Ronny van Poucke, ancien buteur d'Anderlecht, du Lierse et du Beerschot notamment, joue trois saisons à Lembeek, de 1989 à 1992.
- Ion Geolgău, international roumain dans les années 1980, dispute une saison à Lembeek (1991-1992) à la fin de sa carrière.

## Résultats dans les divisions nationales
Statistiques arrêtées au 21 juin 2013

### Palmarès
- 1 fois champion de Belgique de Promotion en 1990

### Bilan
| Niv | Divisions     | Jouées | Titres | TM Up | TM Down |
| --- | ------------- | ------ | ------ | ----- | ------- |
| I   | 1re nationale | 0      | 0      |       |         |
| II  | 2e nationale  | 0      | 0      |       |         |
| III | 3e nationale  | 4      | 0      |       |         |
| IV  | 4e nationale  | 4      | 1      |       |         |
| V   | 5e nationale  | 0      | 0      |       |         |
|     |               |        |        |       |         |
|     | TOTAUX        | 8      | 1      | 0     | 0       |

- TM Up : test-match pour départager des égalités, ou toutes formes de Barrages ou de Tour final pour une montée éventuelle.
- TM Down : test-match pour départager des égalités, ou toutes formes de Barrages ou de Tour final pour le maintien.

### Classements saison par saison
| Ordre               | Saison  | Nom du club        | Niveau            | Classement final | Remarques          |
| ------------------- | ------- | ------------------ | ----------------- | ---------------- | ------------------ |
| 1                   | 1959-60 | KFC Avenir Lembeek | Promotion série A | 7e/16            |                    |
| 2                   | 1960-61 | KFC Avenir Lembeek | Promotion série B | 16e/16           | Relégué!           |
| séries provinciales |         |                    |                   |                  |                    |
| 3                   | 1990-91 | KFC Avenir Lembeek | Promotion série C | 1er/16           | Champion et promu! |
| 4                   | 1991-92 | KFC Avenir Lembeek | Promotion série A | 9e/16            |                    |
| 5                   | 1992-93 | KFC Avenir Lembeek | Promotion série A | 12e/16           |                    |
| 6                   | 1993-94 | KFC Avenir Lembeek | Promotion série A | 14e/16           |                    |
| 7                   | 1994-95 | KFC Avenir Lembeek | Promotion série A | 14e/16           | Relégué!           |
| 8                   | 1995-96 | KFC Avenir Lembeek | Promotion série D | 15e/16           | Relégué!           |
| séries provinciales |         |                    |                   |                  |                    |